# Tour de la Maddalena
La tour de la Maddalena (en italien : Torre della Maddalena), est une tour côtière située dans la commune de Monte Argentario, (province de Grosseto), en Toscane,. Son emplacement se trouve sur une colline de la côte sud-ouest du promontoire de l'Argentario, proche de la tour de Capo d'Uomo.

## Historique
La structure côtière fortifiée a été construite par les Siennois au XVe sièclee siècle pour servir de lieu d'observation et de défense active et passive le long de la partie maritime située à l'ouest du promontoire de l'Argentario : à l'époque, elle était l'un des points de référence. du système de défense côtière le long de la côte sud de la république de Sienne.
Dans la seconde moitié du XVIe siècle, le complexe passa aux Espagnols qui effectuèrent des travaux de rénovation et d'agrandissement, donnant à la structure préexistante un aspect fortifié supplémentaire, adaptant la tour au système défensif le plus imposant de l'État des Présides. Pouvant communiquer à la fois avec la tour Cannelle et l'est et avec la tour de Capo d'Uomo au nord, depuis la position dominante de laquelle elle était mise en communication avec les autres tours situées au nord-ouest et non visibles de là.
La fortification côtière remplit des fonctions d'observation, de défense et d'offensive jusqu'au début du XIXe siècle, lorsque l'Argentario fait partie du grand-duché de Toscane. En 1834, il fut décidé d'abandonner définitivement ses fonctions militaires d'origine et, en 1867, elle fut finalement vendue à des particuliers.